# Mabopane
Mabopane est un township rattaché à la municipalité de Tshwane dans la province du Gauteng en Afrique du Sud. Mabopane est situé au nord-ouest de Pretoria.

## Démographie
Selon le recensement de 2011, sa population est de 110 972 habitants.

## Historique
Mabopane a été fondé officiellement en 1959, par l'administration de la province du Transvaal, en tant localité pour résidents bantous. 
Les premiers résidents furent des Tswanas, victimes des politiques de déplacement des populations prises en vertu des lois de l'Apartheid (Group Areas Act). Certains quartiers de Mabopane ont été séparés par la suite du township pour former le township de Soshanguve afin de loger les résidents non-Tswana. Mabopane a été incorporé au bantoustan du Bophuthatswana de 1977 à 1994, période durant laquelle de nombreux bâtiments publics et services publics furent établis.
Durant cette période, Mabopane fut également une base arrière de nombreux activistes du congrès national africain et du congrès panafricain d'Azanie. 
Mabopane a réintégré l'Afrique du Sud en 1994 puis a été rattaché en 2000 à la nouvelle municipalité de Tshwane.